# Johan Mattsson
John Waldemar ("Johan") Mattsson, född 4 november 1894 i Fjelie församling i Malmöhus län, död 1 september 1969 i Sankt Johannes församling i Malmö, var en svensk friidrottare (stavhopp). Han vann SM-guld i stavhopp år 1923. Han tävlade inom landet för Malmö AI.
Han deltog vid Olympiska Spelen år 1920 i Antwerpen och kom där på antingen åttonde eller nionde plats i stavhopp efter att ha hoppat 3,60 m i kvalronden och 3,50 m i finalen.